# Pucanganom (Kebonsari)
Pucanganom is een bestuurslaag in het regentschap Madiun van de provincie Oost-Java, Indonesië. Pucanganom telt 5539 inwoners (volkstelling 2010).